# Cephalotes goniodontes
Cephalotes goniodontes är en myrart som beskrevs av De Andrade 1999. Cephalotes goniodontes ingår i släktet Cephalotes och familjen myror. Inga underarter finns listade.